# Klein Rusthof
Klein Rusthof is een villa in de Nederlandse plaats Voorburg, provincie Zuid-Holland. De villa is een gemeentelijk monument.
De villa is in 1874 gebouwd op de plek van een voormalige moestuin van buitenplaats Noordervliet. Aanvankelijk kreeg de nieuwe villa de naam Janetta.
In 1877 werd de villa aangekocht door prinses Marianne, die sinds 1848 op de naastgelegen buitenplaats Rusthof woonde. Ze kocht de villa als logeerverblijf voor haar zoon Albert als hij in Voorburg op bezoek kwam. Albert was echter niet gecharmeerd van de villa en noemde het een ‘kippenhok’. Daarom kocht Marianne in 1879 de buitenplaats Noordervliet. De tot Klein Rustdorp omgedoopte villa werd voortaan gebruikt als woonverblijf voor het personeel. 
Marianne liet de villa en de buitenplaatsen Rusthof en Noordervliet in 1883 na aan Albert. Hij verkocht beide buitenplaatsen in 1904 aan de Utrechtse Maatschappij tot Exploitatie van onroerende goederen, die alle gebouwen in 1911 liet slopen, met uitzondering van de oranjerie van Rusthof en de villa Klein Rusthof. In 1912 werd gestart met de bouw van nieuwe villa’s op het terrein van de voormalige buitenplaatsen.